# Ramón Salazar Estrada
Ramón Salazar Estrada (* 17. Mai 1963 in Guadalajara) ist ein mexikanischer römisch-katholischer Geistlicher und Weihbischof in Guadalajara.

## Leben
Ramón Salazar Estrada studierte am Priesterseminar in seiner Geburtsstadt und empfing am 30. Mai 1993 das Sakrament der Priesterweihe für das Erzbistum Guadalajara.
Nach der Priesterweihe studierte er bis 1995 in Rom an der Päpstlichen Akademie Alfonsiana, an der er das Lizenziat in Moraltheologie erwarb. Ab 1996 war er für zwei Jahre Kaplan des Klosters von der Ewigen Anbetung des allerheiligsten Sakraments und anschließend für einen weiteren Konvent von Ordensschwestern sowie Spiritual des Knabenseminars und Dozent für Moraltheologie am Priesterseminar von Guadalajara. Von 2000 bis 2002 studierte er erneut an der Alfonsiana und wurde zum Dr. theol. promoviert. Während dieser Zeit war er im Jahr 2001 Kaplan der Pfarrei St. Cäcilia im Bonner Stadtteil Oberkassel.
Nach der Rückkehr in die Heimatdiözese war er neben verschiedenen Aufgaben in der Pfarrseelsorge vor allem in der Nachwuchsarbeit und der Priesterausbildung tätig, unter anderem als Dozent für Moraltheologie und Sozialmoral sowie als Spiritual, aber auch als Lateinlehrer am Knaben- und am Priesterseminar. Von 2006 bis 2015 war er geistlicher Begleiter des Diözesaninstituts für die geistlichen Berufungen Erwachsener.
Am 18. September 2021 ernannte ihn Papst Franziskus zum Titularbischof von Bisarcio und zum Weihbischof in Guadalajara. Der Erzbischof von Guadalajara, Francisco Kardinal Robles Ortega, spendete ihm am 30. November desselben Jahres die Bischofsweihe.